# Puiflijk
Puiflijk (51° 53′ N, 5° 35′ L) é uma vila dos Países Baixos, na província de Guéldria. Puiflijk pertence ao município de Druten, e está situada a 12 km, a sul de Wageningen.
The village Puiflijk has a population of around 1010 habitantes.
A área de Puiflijk, que também inclui as partes periféricas da cidade, bem como a zona rural circundante, tem uma população estimada em 1120 habitantes.